# Bitis parviocula
Bitis parviocula är en ormart som beskrevs av Böhme 1976. Bitis parviocula ingår i släktet Bitis och familjen huggormar.
Artens utbredningsområde är Etiopien. Inga underarter finns listade.
Arten förekommer med två populationer i landets centrala och västra delar. Den lever på högplatå och i bergstrakter mellan 1700 och 2800 meter över havet. Exemplaren vistas i skogar och på gräsmarker. De besöker även odlingsmark. Antagligen är Bitis parviocula nattaktiv. Den gömmer sig i trädens håligheter och vid förgreningar. Troligtvis gräver den ibland i lövskiktet. Äggen kläcks inuti honans kropp. Arten har ett giftigt bett. Den 2013 ny beskrivna arten Bitis harenna är antagligen identisk med denna art.
Beståndet hotas av skogsröjningar. Utbredningsområdet minskade betydligt. IUCN listar arten som starkt hotad (EN).